# Rivière Poplar (Montana–Saskatchewan)
Poplar River est un affluent de la rivière Missouri et donc un sous-affluent du Mississippi. Elle fait approximativement 269 km de long et prend sa source dans la province canadienne de la Saskatchewan et traverse l'État du Montana aux États-Unis.

## Géographie
Elle est l'un des trois cours d'eau avec la Milk River et la Big Muddy Creek originaire du Canada à se déverser, via le Missouri et le Mississippi, dans le golfe du Mexique.
Poplar River est aussi connu sous les noms de : Lost Child Creek et Middle Fork Poplar River